# 2015 VN168
2015 VN168 est un objet détaché de magnitude absolue 7,4. Son diamètre est estimé à 122 km.